# Gabinet Juncker-Polfer
El Gabinet Juncker-Polfer va formar el govern de Luxemburg del 7 d'agost de 1999 al 31 de juliol de 2004. Va ser dirigit pel primer ministre Jean-Claude Juncker, i el viceprimer ministre Lydie Polfer.
El gabinet Juncker-Polfer va representar una colació entre el Partit Popular Social Cristià (CSV) (Juncker i el Partit Democràtic (DP) de Polfer, que havien estat elegits els partits més majoritaris en les eleccions legislatives luxemburgueses de 1999.

Fins a 1999, el CSV havia estat en coalició amb el LSAP. El govern Juncker-Polfer va arribar a la seva fi amb les eleccions generals de 2004, després d'això el LSAP es va unir una vegada més en coalició amb el CSV i el Partit Demomocràtic (DP) va tornar a l'oposició.

## Composició
| Nom   | Nom                     | Partit | Càrrec |
| ----- | ----------------------- | ------ | --- |
|       | Jean-Claude Juncker     | CSV    | Primer Ministre Ministre de Finances                                                                                        |
|       | Lydie Polfer            | DP     | Viceprimer Ministre Ministre d'Afers Exteriors Ministre de Funció Pública i Reforma Administrativa                          |
|       | Fernand Boden           | CSV    | Ministre d'Agricultura i Viticultura Ministre per a la Classe Mitjana, Turisme i l'Habitatge                                |
|       | Marie-Josée Jacobs      | CSV    | Ministre de la Família, Solidaritat Social i la Joventut Ministre dels Drets de la Dona                                     |
|       | Erna Hennicot-Schoepges | LSAP   | Ministre de Cultura, Ensenyament Superior i Recerca Ministre d'Obres Públiques                                              |
|       | Michel Wolter           | CSV    | Ministre de l'Interior |
|       | Luc Frieden             | CSV    | Ministre de Justícia |
|       | Anne Brasseur           | DP     | Ministre d'Educació Nacional i Formació Professional i Esports                                                              |
|       | Henri Grethen           | DP     | Ministre d'Economia Ministre de Transports                                                                                  |
|       | Charles Goerens         | DP     | Ministre de Cooperació i Afers Humanitaris Ministre de Defensa Ministre de Medi Ambient                                     |
|       | Carlo Wagner            | DP     | Ministre de Salut Ministre de Seguretat Social                                                                              |
|       | François Biltgen        | CSV    | Ministre de Treball i Ocupació Ministre de Relacions amb el Parlament Ministre de Religió Ministre-delegat de Comunicacions |
|       | Joseph Schaack          | DP     | Secretari d'Estat de Funció Pública i Reforma Administrativa                                                                |
|       | Eugène Berger           | DP     | Secretari d'Estat de Desenvolupament                                                                                        |
| Font: |                         |        | |